# Hemilychas alexandrinus
Genre
Espèce
Synonymes
- Lychas alexandrinus Hirst, 1911
- Lychas truncatus Glauert, 1925
- Lychas annulatus Glauert, 1925

Hemilychas alexandrinus, unique représentant du genre Hemilychas, est une espèce de scorpions de la famille des Buthidae.

## Distribution
Cette espèce est endémique d'Australie.

## Description
Le mâle holotype mesure 31 mm.

## Systématique et taxinomie
Cette espèce a été décrite sous le protonyme Lychas alexandrinus par Hirst en 1911. Elle est placée dans le genre Hemilychas par Kovarik en 1997.

## Étymologie
Son nom d'espèce lui a été donné en référence au lieu de sa découverte, Alexandria.

## Publication originale
- Hirst, 1911 : « Descriptions of new scorpions. » Annals and Magazine of Natural History, sér. 8, vol. 8, p. 462-473 (texte intégral).